# Kugelpanzer
O Kugelpanzer ("bola-blindada") é um veículo blindado de um homem só construído pela Alemanha Nazista durante a Segunda Guerra Mundial. A história do veículo é praticamente desconhecida, além do fato de que pelo menos um exemplar foi exportado para o Império do Japão e usado pelo Exército Kwantung. A máquina permanece um mistério devido à falta de registros e à incompletude do único modelo sobrevivente.

## Exemplar sobrevivente
Apenas um exemplar do Kugelpanzer ainda existe hoje. Ele foi capturado pelo Exército Vermelho na Manchúria durante a Ofensiva de Agosto e está em exibição na coleção de veículos blindados alemães no Museu de Blindados de Kubinka em Moscou, onde é descrito simplesmente como "exibição nº 37". Não há registro de que alguma vez tenha sido usado em combate. No entanto, outro relatório afirma que foi capturado no campo de provas de Kummersdorf junto com o infame tanque superpesado Maus. O veículo foi modificado após sua captura, repintado e sua unidade de acionamento removida. Em 2000 a pintura original foi restaurada.

## Teorias sobre o veículo
Apenas cinco pontos parecem certos com base no único exemplar conhecido:
1. É um veículo de fabricação alemã que foi enviado para o Japão.
2. Foi usado como um veículo leve de reconhecimento.
3. Foi capturado pelas tropas soviéticas em 1945, presumivelmente na Manchúria.
4. A blindagem externa tem apenas cinco milímetros de espessura.
5. O veículo era movido por um motor de motocicleta monocilíndrico de dois tempos.

Existem apenas conjecturas sobre a finalidade do Kugelpanzer. As crenças mais comuns são que ele deveria ser um estratificador de cabos, um observador de artilharia ou um veículo de reconhecimento. Não é sabido se é um projeto pré-guerra, da fase inicial da guerra ou um projeto tardio da guerra. A ideia em torno de um projeto pré-guerra argumenta sobre uma arma de apoio à infantaria que poderia atravessar um ambiente do tipo da terra de ninguém, igual na Primeira Guerra Mundial. O Kugelpanzer daria esse apoio de fogo com uma única metralhadora. Sua blindagem é fina e resistiria ao fogo de armas portáteis, mas seria atravessada por qualquer armamento maior que um fuzil antitanque.

Só se pode deduzir a funcionalidade do veículo com base em seu exterior. Parece ser um tanque de reconhecimento de um homem só, equipado com uma parede externa blindada e uma fenda de observação. A unidade provavelmente estava localizada abaixo ou atrás do motorista. Na parte traseira há uma roda direcionável para deslocar o centro de gravidade atrás do eixo das duas rodas da lagarta e para apoiar os movimentos rotativos que são realizados com as rodas da esteira. Em operação estacionária, o tanque provavelmente poderia servir como refúgio blindado ou bunker improvisado. Com base nas imagens disponíveis, não é possível determinar se havia uma abertura abaixo da fenda de visualização para permitir o uso de armas de fogo de dentro do blindado.

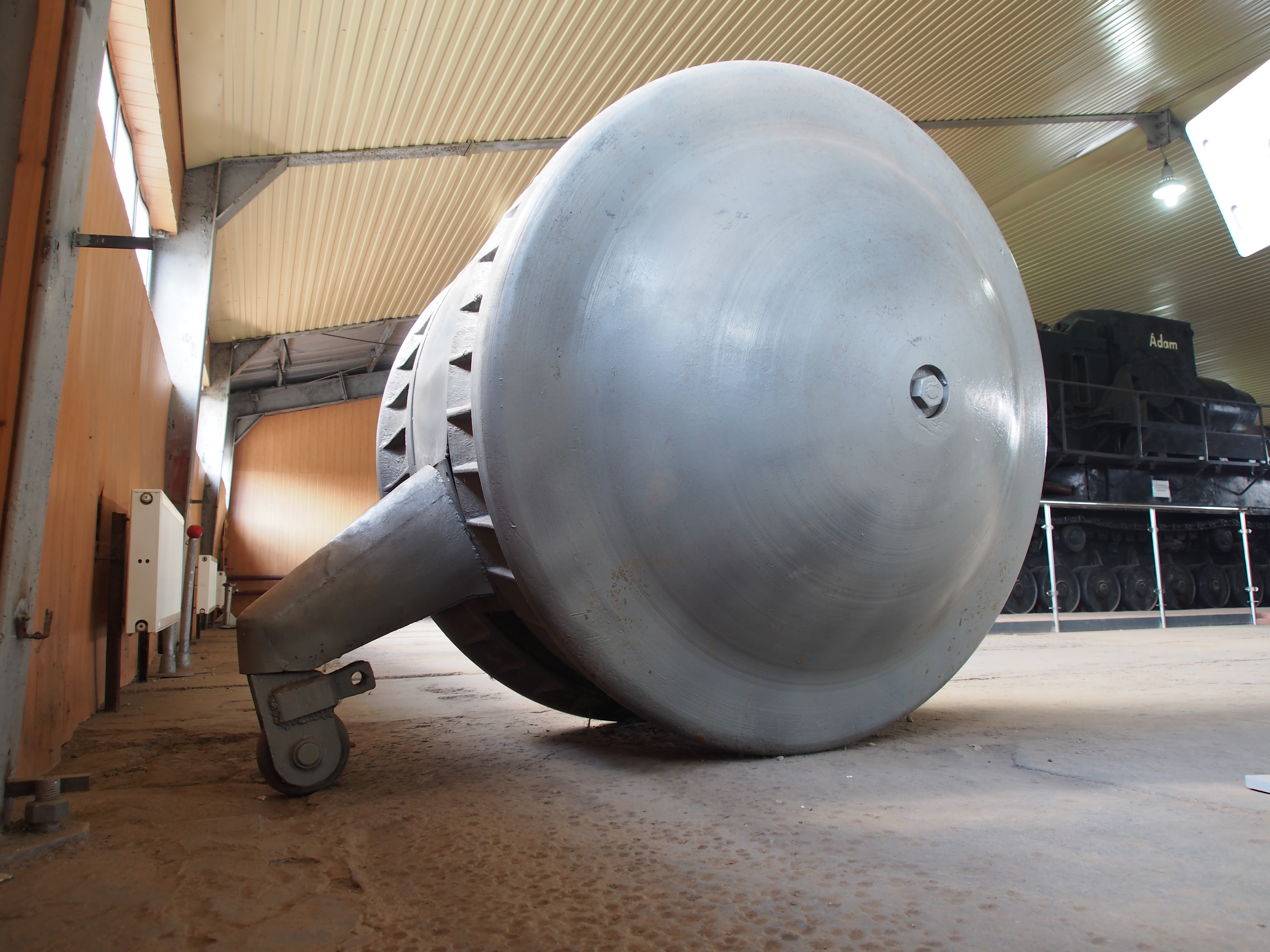
Visão lateral.
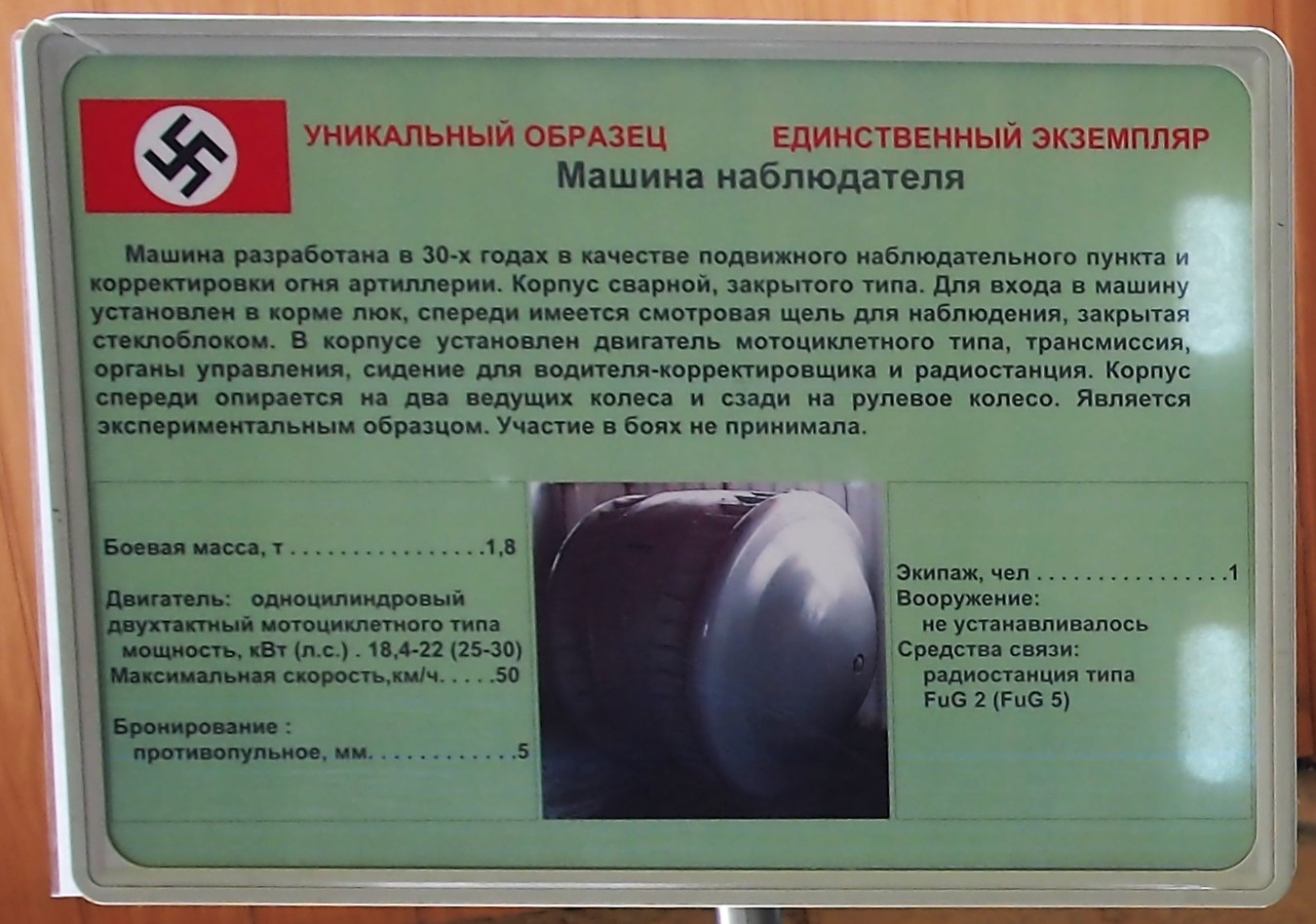
Placa de informações do Kugelpanzer em russo, Kubinka.
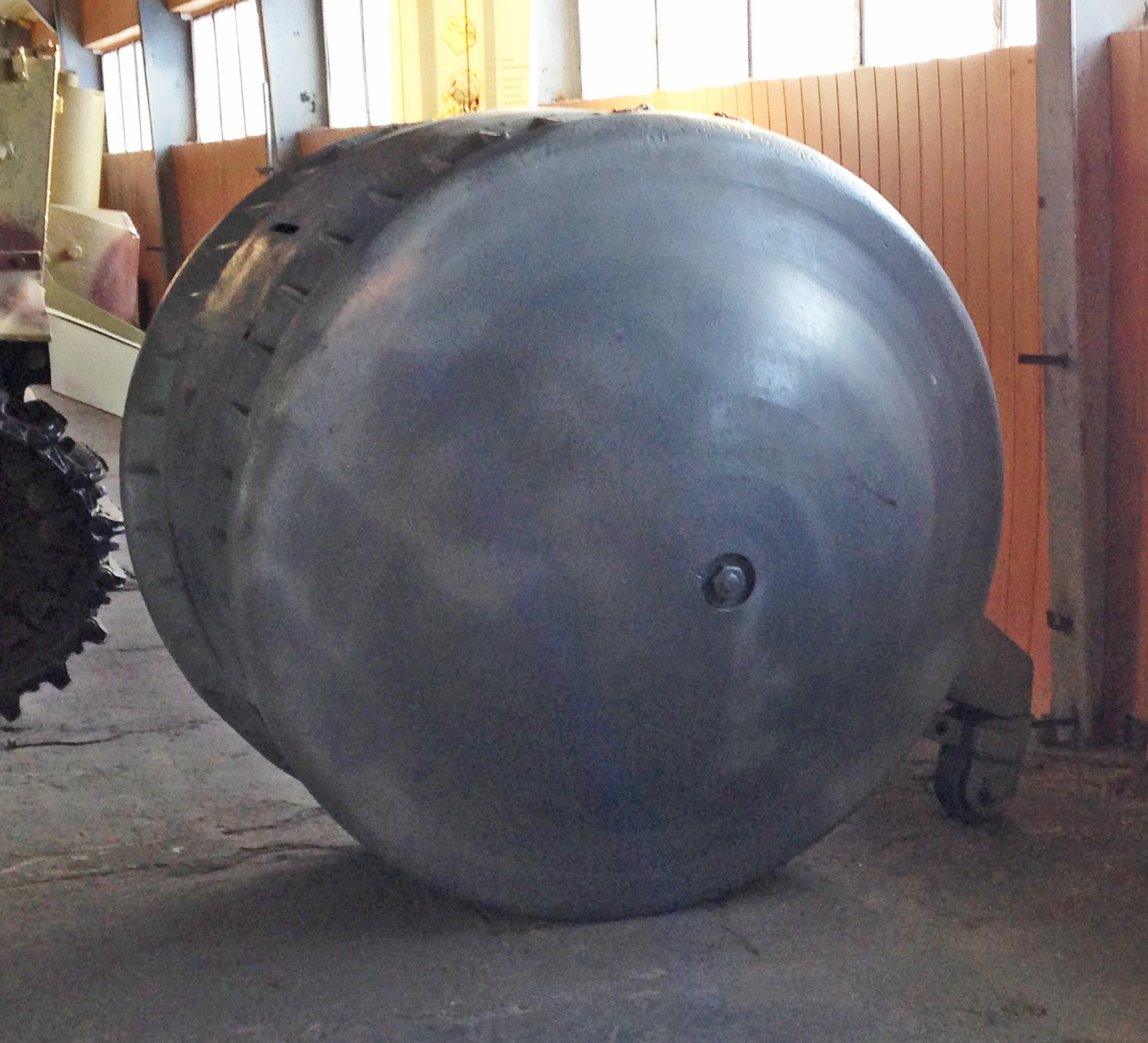
Outro ângulo.

## Veículos similares
Embora não imediatamente equivalente, um possível precursor do Kugelpanzer foi um tanque de um homem só da Primeira Guerra Mundial conhecido na França como bouclier roulant ("escudo rolante"). Um artigo de 1936, na Popular Science, descreveu o projeto de um inventor texano para um veículo blindado esférico que foi apelidado de "tumbleweed tank" ("tanque de planta rolante"). Ele era consideravelmente maior que o Kugelpanzer - oferecendo espaço para três pessoas e três metralhadoras, além de motores e outros equipamentos necessários.

## Ve também
- Wunderwaffe
- Monorroda
- Operação Tempestade de Agosto